# Pihla Viitala

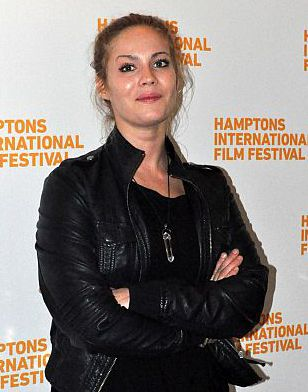
Pihla Viitala (2010)

Pihla Viitala (* 30. September 1982 in Helsinki) ist eine finnische Schauspielerin.

## Leben
Pihla Viitala begann ihre Schauspielausbildung 2004 an der Theater Akademie in Helsinki. Ihre erste Spielfilmrolle erhielt sie 2007 in dem finnischen Film Ganes. Ihren Durchbruch erlebte sie 2008 mit der Hauptrolle in Tears of April – Die Unbeugsame. 2009 kam ihr erster ausländischer Spielfilm heraus. Sie spielte die Hauptrolle in dem englischsprachigen isländischen Horrorfilm Reykjavik Whale Watching Massacre. 2010 erhielt sie bei den Internationalen Filmfestspielen Berlin 2010 den Europäischen Shooting Star und stellte während des Festivals in der Sektion Panorama ihren neuesten Film Bad Family (Paha perhe) vor, der von Aki Kaurismäki produziert wurde. Im Jahr 2013 spielte sie die Nebenrolle der weißen Hexe Mina in Hänsel und Gretel: Hexenjäger.
Pihla Viitala spricht neben ihrer Muttersprache Finnisch noch Englisch, Französisch und Schwedisch. Von 2004 bis 2008 war sie mit dem Musiker Kerkko Koskinen verheiratet.

## Filmografie (Auswahl)
- 2007: Ganes
- 2007: Sanaton sopimus
- 2008: Jungle of Dreams
- 2009: Die Unbeugsame (Käsky)
- 2009: Hellsinki (Rööper)
- 2009: One Foot Under (Toinen jalka haudasta)
- 2010: Reykjavik Whale Watching Massacre
- 2010: Bad Family
- 2010: Hustlers (Veijarit)
- 2011: August (Elokuu)
- 2011: Red Sky (Kokkinos ouranos)
- 2012: Must Have Been Love (En som deg)
- 2012: Hellfjord (Fernsehserie)
- 2013: Hänsel und Gretel: Hexenjäger
- 2014: Summertime (Kesäkaverit)
- 2014–2016: Black Widows – Rache auf Finnisch (Fernsehserie)
- 2015: Latin Lover
- 2016: Off Key (Nuotin vierestä)
- 2017: Kuudes kerta
- 2017: Kaiken se kestää
- 2017: Yösyöttö
- 2018–2025: Arctic Circle – Der unsichtbare Tod (Fernsehserie)
- 2018–2021: Deadwind (Fernsehserie)
- 2019: Marian paratiisi
- 2020: Cold Courage (Fernsehserie)
- 2024: Utö (Fernsehserie)
- 2024: Toinen tuleminen (Fernsehserie)

## Auszeichnungen
- 2010: Shooting Star